# 대한민국 민사소송법 제3조
대한민국 민사소송법 제3조는 사람의 보통재판적에 대한 민사소송법 조문이다.

## 조문
제3조(사람의 보통재판적) 사람의 보통재판적은 그의 주소에 따라 정한다. 다만, 대한민국에 주소가 없거나 주소를 알 수 없는 경우에는 거소에 따라 정하고, 거소가 일정하지 아니하거나 거소도 알 수 없으면 마지막 주소에 따라 정한다.

## 비교 조문
일본 민사소송법 제4조(보통재판적에 의한 관할) 1. 소송은 피고의 보통재판적의 소재지를 관할하는 법원의 관할에 속한다.
2. 자연인 또는 법인의 보통재판적은, 주소로써, 일본 국내에 주소가 없는 경우 또는 주소를 알 수 없는 경우는 거소로써, 일본 국내에 거소가 없거나 거소를 알 수 없는 경우는 최후의 주소로써 정해진다.

## 사례
- A는 B에게 3,000만 원을 빌려주었으나, B가 이를 변제하지 않아 A는 B를 상대로 대여금 반환청구소송을 제기하고자 한다. 하지만 B는 현재 외국에 체류 중이며, 한국 내 주소가 없는 상태이고 A는 과거 B가 마지막으로 서울시 마포구에 거주했었다는 것을 알고 있다. 이 경우 현재 B는 대한민국 내 주소가 없고, 정확한 거소도 알 수 없으므로A는 B의 마지막 주소인 서울시 마포구를 기준으로 관할 법원을 정할 수 있다.

## 같이 보기
- 대한민국 민사소송법 제5조
- 대한민국 민법 제18조 주소
- 관할